# Obrium nakanei
Obrium nakanei är en skalbaggsart som beskrevs av Nobuo Ohbayashi 1959. Obrium nakanei ingår i släktet Obrium och familjen långhorningar. Inga underarter finns listade i Catalogue of Life.